# 여수향교
여수향교(麗水鄕校)는 대한민국 전라남도 여수시 군자동에 있는 향교이다. 1985년 2월 25일 전라남도의 문화재자료 제124호로 지정되었다.

## 개요
향교는 공자와 여러 성현께 제사를 지내고 지방민의 교육과 교화를 위해 나라에서 세운 교육기관이다.
여수향교는 광무 1년(1897) 대성전과 동재·서재만 갖춘 규모로 지었다. 1934년에는 명륜당 등의 교육 공간을 새로 지었다.
향교 안에는 학생들의 교육 장소인 명륜당과 기숙사인 동재·서재가 있으며, 내삼문을 지나면 제사 공간인 대성전이 모습을 드러낸다. 명륜당 지붕은 옆면에서 볼 때 여덞 팔(八)자 모양인 팔작지붕이다. 대성전은 중국과 우리나라 성현의 위패를 모신 건물로, 옆면 지붕선이 사람 인(人)자 모양인 맞배지붕이다. 처음에는 앞면 3칸·옆면 3칸 규모였으나 1949년에 앞면 5칸으로 늘려 지었다.
조선시대에는 나라에서 토지와 노비·책 등을 지원받아 학생을 가르쳤으나, 지금은 교육 기능은 없어지고 제사 기능만 남아 있다.

## 참고 자료
- 여수향교 - 국가유산청 국가유산포털